# Mount Bushnell
Mount Bushnell ist ein 840 m hoher Berg im Nordwesten des antarktischen Gebirgszuges Tapley Mountains zwischen Mount Durham und Pincer Point im Königin-Maud-Gebirge.
Eine erste ungefähre Kartographierung erfolgte durch die Byrd Antarctic Expedition von 1928 bis 1930. Eine erneute Kartographierung erfolgte durch die U.S. Geological Survey (USGS) in den Jahren 1960 bis 1964. Die Benennung erfolgte 1967 durch das Advisory Committee on Antarctic Names (US-ACAN) zu Ehren von Vivian C. Bushnell (1910–1994), der Redakteurin der Antarktis-Kartenserie der American Geographical Society.